# Quintetto ideale della Liga ACB 2020-2030
Cestisti inseriti nell'Quintetto ideale della Liga ACB per il periodo 2020-2030.

## Elenco
| Grassetto | Vincitore della Liga ACB MVP |

| Stagione |                          |                      |                          |                         |
| Stagione | 1º quintetto             | 1º quintetto         | 2º quintetto             | 2º quintetto            |
| Stagione | Giocatore                | Squadra              | Giocatore                | Squadra                 |
| -------- | ------------------------ | -------------------- | ------------------------ | ----------------------- |
| 2020-21  | Marcelinho Huertas (4)   | Lenovo Tenerife      | Melo Trimble             | Urbas Fuenlabrada       |
| 2020-21  | Pierriá Henry            | TD Systems Baskonia  | Cory Higgins             | Barcelona               |
| 2020-21  | Xabier López-Arostegui   | Joventut Badalona    | Rokas Giedraitis         | TD Systems Baskonia     |
| 2020-21  | Walter Tavares (3)       | Real Madrid          | Nikola Mirotić (4)       | Barcelona               |
| 2020-21  | Giorgi Shermadini (3)    | Lenovo Tenerife      | Jasiel Rivero            | Hereda San Pablo Burgos |
| 2021-22  | Marcelinho Huertas (5)   | Lenovo Tenerife      | Shannon Evans            | Coosur Real Betis       |
| 2021-22  | Nicolás Laprovíttola (2) | Barcelona            | Isaiah Taylor            | UCAM Murcia             |
| 2021-22  | Džanan Musa              | Río Breogán          | Joe Thomasson            | BAXI Manresa            |
| 2021-22  | Chima Moneke             | BAXI Manresa         | Nikola Mirotić (5)       | Barcelona               |
| 2021-22  | Giorgi Shermadini (4)    | Lenovo Tenerife      | Walter Tavares (4)       | Real Madrid             |
| 2022-23  | Darius Thompson          | Saski Baskonia       | Marcelinho Huertas (6)   | Lenovo Tenerife         |
| 2022-23  | Markus Howard            | Saski Baskonia       | Nicolás Laprovíttola (3) | Barcelona               |
| 2022-23  | Džanan Musa (2)          | Real Madrid          | Joel Parra               | Joventut Badalona       |
| 2022-23  | Giorgi Shermadini (5)    | Lenovo Tenerife      | Nikola Mirotić (6)       | Barcelona               |
| 2022-23  | Walter Tavares (5)       | Real Madrid          | Ante Tomić (5)           | Joventut Badalona       |
| 2023-24  | Facundo Campazzo (5)     | Real Madrid          | Marcelinho Huertas (7)   | Lenovo Tenerife         |
| 2023-24  | Andrés Feliz             | Joventut Badalona    | Jean Montero             | MoraBanc Andorra        |
| 2023-24  | Markus Howard (2)        | Saski Baskonia       | Brancou Badio            | BAXI Manresa            |
| 2023-24  | Dylan Osetkowski         | Unicaja Malaga       | Nicolás Brussino         | Dreamland Gran Canaria  |
| 2023-24  | Giorgi Shermadini (6)    | Lenovo Tenerife      | Chima Moneke             | Saski Baskonia          |
| 2024-25  | Marcelinho Huertas (8)   | Lenovo Tenerife      | Kendrick Perry           | Unicaja Malaga          |
| 2024-25  | Jean Montero (2)         | Valencia Basket Club | Jerrick Harding          | MoraBanc Andorra        |
| 2024-25  | Mario Hezonja            | Real Madrid          | Kameron Taylor           | Unicaja Malaga          |
| 2024-25  | Derrick Alston           | BAXI Manresa         | Jabari Parker            | Barcelona               |
| 2024-25  | Ante Tomić (6)           | Joventut Badalona    | Giorgi Shermadini (7)    | Lenovo Tenerife         |